# 나카후지시마촌
나카후지시마촌(中藤島村)은 후쿠이현 요시다군에 설치되었던 촌이다.